# Jeff Chandler
Jeff Chandler (født Ira Grossel; 15. december 1918, død 17. juni 1961) var en amerikansk skuespiller, filmproducent og sanger, der bedst blev husket for at spille Cochise i Den brudte pil (1950), som han blev nomineret til Oscar for bedste mandlige birolle for.